# 田根楽子
田根 楽子（たね らくこ、1946年9月27日 - ）は、石川県出身の女優。身長157cm、体重42kg。所属事務所はオフィスPSC。

## 来歴・人物
20歳で上京し、赤坂の「ミカド」でショーの司会をしていた頃に声をかけられて女優を目指す。
劇団三十人会の研究所に合格し、劇団七曜日などの他劇団にも客演した。

## 出演

### テレビドラマ
サスペンスドラマ（シリーズもの）
- 火曜サスペンス劇場（日本テレビ）
  - 「冷たいのがお好き」（1987年）
  - 「新婚 団地妻殺人事件」（1990年）
  - 「松本清張スペシャル・微笑の儀式」（1995年） - 沢村の妻
  - 「救急指定病院4」（1995年） - 草野照江 役
  - 「ラブレター」（1995年）
  - 「月のかたち」（1998年）
  - 「救急指定病院8」（1998年） - 小川房子 役
  - 「警部補 佃次郎19」（2004年）
- 男と女のミステリー（フジテレビ）
  - 斜陽の果て（1990年）
  - 明日咲く女（1990年）
  - 海辺の骨（1990年）
- 月曜ドラマスペシャル（TBS）
  - 「スキャンダルを追え」（1991年）
  - 「わたしの妊娠適齢期」（1992年）
  - 「湯けむり仲居純情日記7」（1997年） - 渡辺秋江 役
- 金曜ドラマシアター
  - D坂の殺人事件（1992年）
  - 横溝正史シリーズ 本陣殺人事件（1992年）
- 月曜ミステリー劇場（TBS）
  - 「告発弁護士シリーズ」（2001 - 2003年） - 坪内史江 役
  - 「湯の町コンサルタント 松本・浅間温泉殺人事件」（2002年） - 工藤真理子 役
  - 「弁護士 朝吹里矢子4」（2004 - 2005年） - 野上千春 役
- 女と愛とミステリー（テレビ東京）
  - 「密会の宿」（2003 ‐ 2009年） - 古谷勝江 役
- 金曜エンタテイメント（フジテレビ）
  - 「ハマの静香は事件がお好き」（2004年 - ） - 斉木銀子 役
- 土曜プレミアム（フジテレビ）
  - 「死亡推定時刻」（2006年）
  - 「松本清張生誕100年記念作品・駅路」（2009年） - 小松かね子 役
- 月曜ゴールデン（TBS）
  - 「探偵 左文字進12」（2008年） - 坂井スミ子 役
  - 「警視庁鑑識課〜南原幹司の鑑定〜1」（2011年）
  - 「美食カメラマン 星井裕の事件簿2」（2011年） - 清水華子 役
  - 「駅弁刑事・神保徳之助6」（2012年）
- 土曜ワイド劇場（テレビ朝日）
  - 「炎の警備隊長・五十嵐杜夫7」（2008年） - 西山澄子 役
  - 「温泉 (秘) 大作戦11」（2012年） - 中村聡子 役

そのほかの作品
- 親戚たち（1985年、フジテレビ）
- 花嫁人形は眠らない（1986年、TBS） - 団体職員
- ドラマ人間模様 魚河岸ものがたり（1987年、NHK総合）
- おヒマなら来てよネ!（1987年、フジテレビ） - 温泉芸者
- 木曜ゴールデンドラマ（読売テレビ）
  - 愛されたい妻たち（1988年）
  - また逢う日まで 女の春（1992年）
- 水曜グランドロマン 私の心はパパのもの（1988年、日本テレビ）
- 花王 愛の劇場 いつか誰かと（1990年、TBS）
- 世にも奇妙な物語（フジテレビ）
  - 「絶対イヤ!」（1990年）
  - 「大蒜」（1991年）
- 連続テレビ小説 君の名は（1991年、NHK）
- しゃぼん玉（1991年、フジテレビ）
- コラ!なんばしょっと2（1992年、NHK）
- 並木家の人々（1993年、フジテレビ）
- 悪魔のKISS（1993年、フジテレビ）
- 土曜ドラマ 否認（1994年、NHK）
- 古畑任三郎 第8話「殺人特急」（1994年、フジテレビ） - 佐々木ふみ子 役
- 夫婦善哉（1995年、テレビ東京）
- リスキー・ゲーム（1996年、TBS）
- 素晴らしき家族旅行（1996年、フジテレビ）
- Age,35 恋しくて 第1話「愛に迷う時」（1997年、フジテレビ）
- ミセスシンデレラ 第4話「泣いて夫に抱かれる夜」（1997年、フジテレビ）
- HOTEL 第5シリーズ 第1話「姉さんハワイに転勤です」（1998年、TBS）
- ナニワ金融道4（1999年、フジテレビ） - 山川しのぶの母 役
- 救急ハート治療室（1999年、フジテレビ） - 駒田旗子 役
- 救命病棟24時（2001 - 2002年、フジテレビ） - 大貫佐智（看護師長） 役
- 怪談百物語 第7話「かぐや姫」（2002年、フジテレビ） - 竹取の嫗 役
- すいか （2003年、日本テレビ） - 川村さん 役
- 武蔵 MUSASHI（2003年） - とめ 役
- すずがくれた音（2004年、TBS） - 大沢カツヨ　役
- 愛し君へ（2004年、フジテレビ）
- マグロ☆ボーイズ（2004年、テレビ東京）
- 大奥スペシャル〜もうひとつの物語〜（2006年、フジテレビ） - お清 役
- 東京タワー 〜オカンとボクと、時々、オトン〜（2007年、フジテレビ）
- 浅草ふくまる旅館（2007年、TBS） - 瀬川枝里 役
- 水戸黄門第42部（2010年） - 滝岡 役
- BOSS 2ndシーズン 第4話（2011年、フジテレビ）
- 終戦記念ドラマスペシャル・この世界の片隅に（2011年）
- 警視庁捜査一課9係 第3話（2011年） - 山根和子 役
- ドラマ10 ラストマネー -愛の値段-（2011年、NHK）
- 都市伝説の女（2012年） - 黒岩福子 役
- カエルの王女さま（2012年） - 皆川タキ 役
- リーガル・ハイ（2012年） - 河田さと子 役
- パンとスープとネコ日和（2013年） - タナカさん（カヨの旧友） 役
- 花咲くあした（2014年、NHK BSプレミアム） - 斉藤さん 役
- 科捜研の女（2014年） - 八木照子 役
- 森光子を生きた女〜日本一愛されたお母さんは、日本一寂しい女だった〜（2014年、フジテレビ） - 佃都志子 役
- 東京スカーレット〜警視庁NS係（2014年） - 田代澄江 役
- シンデレラデート（2014年、東海テレビ） - 西村美樹 役
- プラチナエイジ（2015年、東海テレビ） - 川辺昌代 役
- まれ（2015年） - 川端京子 役
- 隕石家族（2020年） - 大内トメ 役
- 犬神家の一族（2023年） - 宮川香琴 役
- 明日、私は誰かのカノジョ Season2（2023年） - 畔上江美の母 役
- ブラックポストマン 第2話（2023年） - 鹿志村文子 役[1]
- 仮想儀礼（2023年）
- 未来の私にブッかまされる!?（2024年） - 鈴木幸子 役

### 映画
- 病院へ行こう（1990年） - 婦長
- 青春デンデケデケデケ（1992年） - 岡下喜久江 役
- ザ・中学教師（1992年） - 和江
- 僕らはみんな生きている（1993年） - 雀崎昭子 役
- 人間の屑（2001年） - 小松の母 役
- 理由（2004年） - 美容院の客
- いつか読書する日（2005年） - 伊藤喜美子 役
- デンデラ (小説)（2011年） - 福沢ハツ 役
- うさぎドロップ（2011年）
- ねことじいちゃん（2019年） - 民子 役

### 舞台
- 國語元年（1986年・2002年・2005年、紀伊国屋ホール） - 高橋たね
- 血の婚礼（1993年、銀座セゾン劇場）
- 花よりタンゴ（1997年・2004年、こまつ座） - 煙草売りの佐々木正子
- 貧乏物語（1998年、こまつ座）
- 山の巨人たち（2008年、新国立劇場）
- 人間合格（2008年、こまつ座）
- 晩秋（2009年、明治座）
- 天守物語（2011年、新国立劇場） - 舌長姥
- シュペリオール・ドーナツ（2012年） - レディ・ボイル